# Α-Defensyny

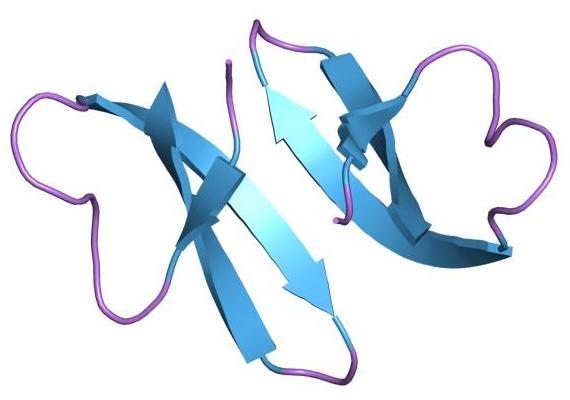
Budowa HNP3

α-Defensyny – białka kationowe o długości 29–35 aminokwasów, zawierające trzy mostki dwusiarczkowe łączące pozycje C1-C6, C2-C4 i C3-C5. Należą do nich tak zwane ludzkie białka neutrofilowe, zlokalizowane w ziarnistościach azurofilnych neutrofili HNP 1–4 (ang. human neutrophil peptides) oraz wytwarzane przez komórki Paneth’a w kryptach jelita cienkiego (ludzkie defensyny HD-5 i HD-6, z ang. human defensins) zwane kryptydynami. Pierwszą ludzką defensynę wyizolowano z neutrofilów w 1985 roku. Defensyny są nie tylko są wytwarzane w jelitach, ale występują również obficie w innych ludzkich komórkach i tkankach, m.in. w wydzielinie dróg rodnych kobiet wykrywana jest HNP-3, której stężenie jest uzależnione w minimalnym stopniu od fazy cyklu menstruacyjnego. Stężenie defensyn w granulocytach obojętnochłonnych, komórkach nabłonka dróg oddechowych i wydzielinie dróg oddechowych zmienia się wyraźnie w ostrych stanach zapalnych, zwłaszcza w plwocinie pacjentów z mukowiscydozą[wymaga weryfikacji?].
| Nazwa | Sekwencja                         |
| ----- | --------------------------------- |
| HNP1  | ACYCRIPACIAGERRYGTCIYQGRLWAFCC    |
| HNP2  | CYCRIPACIAGERRYGTCIYQGRLWAFCC     |
| HNP3  | DCYCRIPACIAGERRYGTCIYQGRLWAFCC    |
| HNP4  | VCSCRLVFCRRTELRVGNCLIGGVSFTYCCTRV |
| HD5   | ATCYCRHGRCATRESLSGVCEISGRLYRLCCR  |
| HD6   | AFTCHCRRSCYSTEYSYGTCTVMGINHRFCCL  |